# Radical 45
Le radical 45 (屮), qui signifie rejet au sens botanique, est l’un des 31 radicaux chinois composés de trois traits à être répertoriés dans le dictionnaire de Kangxi, sur un total de 214.
Le caractère Unicode de 屮 est 5C6E.

## Caractères avec le radical 45
| nombre de traits          | caractères |
| ------------------------- | ---------- |
| Sans trait supplémentaire | 屮         |
| 1 trait supplémentaire    | 屯         |
| 3 traits supplémentaires  | 屰         |